# Џим Лавел
Џејмс Артур Лавел млађи (енгл. James Arthur Lovell, Jr.; Кливленд, 25. март 1928 — Лејк Форест, 7. август 2025) био је амерички астронаут и капетан Америчке ратне морнарице, најпознатији по томе што је био командант мисије Аполо 13 која је претрпела велика оштећења на путу ка Месецу, али је успешно окончана (вративши астронауте на Земљу) захваљујући залагањима посаде и контроле мисије. Лавел је такође био и пилот командног модула мисије Аполо 8, прве мисије која је одвела људе у орбиту око Месеца. Један је од само 24 човека који су путовали на Месец, први је од само тројице људи који су летели до Месеца два пута, и једини који је тамо путовао два пута, а да није слетео на Месечеву површину. Лавел је такође био први човек који је у свемир летео четири пута. Носилац је Конгресне свемирске медаље части и Председничке медаље слободе, највишег америчког цивилног одликовања. До Скајлаб мисија био је рекордер по времену проведеном у свемиру, са скоро 30 дана. Члан је неколико кућа славних и носилац бројних друштвених признања, цивилних и војних одликовања.

## Детињство и образовање
Рођен је 25. марта 1928. године у Кливленду, савезна држава Охајо, као син јединац. Мајка, Бланш Лавел (рођена Масек; 1895—1973), му је била Чехиња. Отац, Џејмс старији (1900—1940), родом из Торонта, му је погинуо у саобраћајној незгоди када је био веома млад, и око две године је провео са мајком код рођака у месту Тере Хоут у Индијани. Потом су се преселили у Милвоки (Висконсин), где је завршио средњу школу, у којој је упознао своју будућу супругу, и постао , највиши чин у Младим извиђачима САД.
Још као дечак, Лавел је био заинтересован за ракете и склапао је моделе ракета који су могли да се лансирају.
Касније је две године похађао Универзитет у Висконсину (1946—1948), а након тога је дипломирао 1952. године на Морнаричкој академији САД у Анаполису. Убрзо затим примљен је у Америчку ратну морнарицу. Исте године оженио је Мерилин Герлах, и са њом добио четворо деце: Барбару (1953), Џејмса (1955), Сузан (1958) и Џефрија (1966). Године 1978. завршио је курс менаџмента на Пословној школи Харварда.

## Каријера у морнарици
По завршетку тренинга за пилота у фебруару 1954. године, Лавел је служио као пилот ловаца за ноћне мисије. У јануару 1958. године уписао се на шестомесечни курс обуке за тест пилота у Пакс Риверу, Мериленд, заједно са Чарлсом „Питом“ Конрадом и Волијем Широм. Лавел је дипломирао као први у класи. Касније исте године, Лавел, Конрад и Шира стављени су на списак од укупно 110 кандидата за Пројекат Меркјури. Шира је постао један од Меркјури Седам астронаута, али Лавел и Конрад нису успели да се квалификују због здравствених разлога – Лавел због привременог увећаног билирубина у крви, а Конрад јер је одбио да учествује по други пут у напорним медицинским испитивањима. Лавел је наставио службу као пилот и инструктор наредне четири године, уз позивно име Шејки (енгл. Shaky) које му је наденуо Конрад.
Забележио је преко 7.000 часова лета на разним типовима авиона, од тога више од 3.500 на млазњацима.

## Каријера у агенцији НАСА
Агенцији НАСА је 1962. године била потребна друга група астронаута за пројекте Џемини и Аполо. Лавел се поново пријавио и овог пута је примљен, као и његов дугогодишњи пријатељ Пит Конрад.
Лавел је први пут полетео у свемир летелицом Џемини 7 у децембру 1965. године, а командант мисије био је колега астронаут Френк Борман. Овај лет поставио је тадашњи рекорд од 14 дана проведених у свемиру, и летелица је била „мета“ за прво спајање летелица у орбити са капсулом Џемини 6А. Након тога, Лавел је био командант мисије Џемини 12 у новембру 1966. године, а други члан мисије био је Баз Олдрин. Са ова два лета током пројекта Џемини, Лавел је 1966. године имао више времена проведеног у орбити него било који други астронаут. У оквиру програма Џемини, Лавел је био резерва на лету Џеминија 4.
- На сајту Јутјуб постоји документарни филм о мисији Џемини 12 у којој су учествовали Лавел и Олдрин – Gemini XII Mission 1966 NASA (Gemini 12) Jim Lovell & Buzz Aldrin.

Следећи пут Лавел је у свемир полетео као члан мисије Аполо 8, која је полетела 21. децембра 1968. године, и требало да уђе у орбиту око Месеца. Летелица је ушла у орбиту на Бадње вече и направила укупно десет орбита око Месеца, углавном кружних на висини од око 110 km, које су укупно трајале око 20 сати. Током ове мисије снимљена је фотографија Излазак Земље. Свој повратак кући започели су на Божић паљењем мотора док се летелица налазила иза Месеца гледано са Земље (ово је био најнапетији део мисије, јер летелица није имала директан контакт са контролом мисије). Када је контакт поново успостављен, Лавел се јавио са добрим вестима „За вашу информацију, постоји Деда Мраз.“ Командни модул мисије Аполо 8 безбедно је слетео 27. децембра 1968. године. Седам месеци касније био је у улози резервног команданта мисије Аполо 11.
Следећа на реду била је, касније ће се испоставити веома напета и умало катастрофална, мисија Аполо 13, којом је он командовао. Полетео је ракетом Сатурн V 11. априла 1970. године. Остала два члана посаде били су пилот комадног модула Џек Свајгерт и пилот лунарног модула Фред Хејз. Лавел је са Хејзом требало да слети на површину Месеца. Међутим, 13. априла, приликом рутинског мешања резервоара са течним кисеоником на путу ка Месецу, услед оштећене изолације на кабловима дошло је до варничења што је изазвало пожар унутар резервоара. Течни кисеоник се убрзо претворио у гас под високим притиском, након чега је уследила експлозија која је уништила резервоар и оштетила други резервоар са кисеоником. Након мање од два сата све залихе кисеоника испариле су у свемир, а самим тим су престале да раде и горивне ћелије које су напајале енергијом командни модул. Овим је аутоматски отказано слетање на површину Месеца, а главни задатак мисије постао је безбедан повратак чланова посаде на Земљу.
Посада је морала да погаси све системе командног модула и искористи лунарни модул као „брод за спасавање“, који им је обезбеђивао напајање, ваздух за дисање и погон. Користећи погонски систем лунарног модула Лавел и посада успели су да се врате на трајекторију слободног повратка са које су скренули након експлозије, и поставе брод на путању око Месеца која ће их затим вратити ка Земљи. На основу прорачуна које су контролори одрадили на Земљи, Лавел је морао да спроведе две корекције курса користећи мотор и контролне потиснике лунарног модула, док је за мерење времена морао да користи ручни сат. Посада мисије Аполо 13 безбедно се вратила на Земљу 13. априла. Лавел је један од тројице астронаута који су на Месец летели два пута, али за разлику од Џона Јанга и Џина Сернана, он никада није крочио на његову површину. Вероватно је да су чланови посаде Апола 13 током лета иза Месеца били удаљенији од планете Земље него астронаути током осталих мисија пројекта Аполо, тако да су они били најдаље од своје планете.
- Документарац о мисији Аполо 13 на сајту Јутјуб.

## У популарној култури
Глумац Том Хенкс је глумио Лавелов лик у филму Аполо 13, базираном на књизи Изгубљени Месец коју је написао Џим Лавел. Лавел се појављује у споредној улози на крају филма, као капетан брода Иво Џима који је покупио чланове посаде Апола 13 након слетања у океан.

## Галерија
- Џим Лавел (стоји у средини) са "својом" селекцијом астронаута, 1962. године
- Џим Лавел (стоји први здесна) са колегама из селекције и екипа Меркјури Седам, 1963. године
- Џим Лавел и Френк Борман, 1965. године
- Џим Лавел у специјалном Џемини скафандеру, 1965. године
- Џим Лавел (уз База Олдрина у позадини) током мисије, 1966. године
- Баз Олдрин и Џим Лавел након свог лета, 1966. године

- Џим Лавел држи реч, 1968. године
- Посада Апола 8 предвођена Френком Борманом креће на свој пут, 1968. године
- Џим Лавел у свом Аполо 13 скафандеру, 1969. године
- Џим Лавел у својству команданта Апола 13, 1970. године
- Фред Хејз и Џим Лавел на доручку пред Аполо 13, 1970. године
- Лавел покушава да се одмори током Апола 13, 1970. године
- Џим Лавел, 1997. године
- Борман, Лавел и Андерс (слева надесно) на 40-годишњицу Апола 8, 2008. године
- Џим Лавел, Нил Армстронг и Џин Сернан (слева надесно) током церемоније на којој је Армстронг после четири и по деценије добио своја морнаричка астронаутска крила, 2010. године
- Џим Лавел у позним годинама, 2015. године